# Marina Gilardoni
Marina Gilardoni (* 4. März 1987 in Goldingen, St. Gallen) ist eine Schweizer Skeletonpilotin und ehemalige Bob-Anschieberin.

## Werdegang
Marina Gilardoni stammt aus Goldingen im Kanton St. Gallen, einem heutigen Ortsteil der Gemeinde Eschenbach, und lebt in Siebnen. Seit ihrer Kindheit betrieb sie Leichtathletik und nahm an Wettkämpfen teil. 2007 stiess sie als Anschieberin zum Bobsport und erreichte neben zahlreichen Top-15-Platzierungen im Bob-Weltcup zwei Titel bei Juniorenweltmeisterschaften – 2008 mit Fabienne Meyer und 2010 mit Sabina Hafner – sowie 2010 ebenfalls mit Hafner den Titel bei den Schweizermeisterschaften.
Im Jahr 2010 wechselte Gilardoni zum Skeletonsport und belegte bei ihrem internationalen Debüt beim Europacup in Igls den fünften Rang. Zudem gewann sie bereits in ihrer ersten Saison im Skeleton Gold bei den Start-Schweizermeisterschaften und Silber bei den Skeleton-Schweizermeisterschaften hinter Maya Pedersen. Ein Jahr später startete Marina Gilardoni erstmals im Weltcup. Insgesamt konnte sie sich dabei drei Mal unter den besten 15 platzieren und belegte im Endklassement den 21. Rang. Die Europameisterschaft in Altenberg beendete sie auf Rang 9, die Weltmeisterschaft in Lake Placid auf Rang 20. Im Weltcup 2012/13 kam Gilardoni nicht über einen 16. Platz in La Plagne und Rang 20 in der Gesamtwertung hinaus, gewann jedoch ihren ersten Schweizermeistertitel. Bei der Europameisterschaft 2013 in Igls platzierte sie sich auf Rang 13; bei der Weltmeisterschaft in St. Moritz erreichte sie im Einzel den 15. und im Teamwettbewerb den fünften Platz.
Im Weltcup-Winter 2013/14 fuhr Marina Gilardoni ihre bis dahin besten Ergebnisse ein: Nach einem fünften Rang in Lake Placid und drei weiteren Top-10-Plätzen erreichte sie im Gesamtklassement wie auch im FIBT-Ranking 2013/14 Rang 7. Bei der Europameisterschaft in Königssee wurde sie Sechste. Sie vertrat die Schweiz bei den Olympischen Spielen 2014 in Sotschi und belegte dort den 18. Platz. In der Folgesaison platzierte sich Gilardoni im Weltcup in sieben von acht Saisonrennen unter den besten zehn, verpasste als Vierte ein Mal das Podest nur knapp und wurde insgesamt Achte. Auch bei der Skeleton-Weltmeisterschaft 2015 belegte sie den achten Platz. Im Winter 2015/16 gelang Gilardoni beim dritten Saisonrennen in Königssee mit einem dritten Rang ihr erster Podestplatz im Weltcup; bei der nächsten Weltcupstation in Lake Placid wurde sie Zweite. Beim Heimweltcup in St. Moritz wurde sie erneut Dritte und gewann damit Bronze bei der Europameisterschaft. Bei der Weltmeisterschaft in Igls wurde Gilardoni Vierte. Im letzten Weltcup-Rennen des Winters wurde sie ein weiteres Mal Dritte und im Gesamtweltcup erreichte sie den fünften Platz.